# No way to say
「No way to say」（ノー・ウェイ・トゥー・セイ）は、日本の歌手・浜崎あゆみの31stシングル。2003年11月6日にavex traxより発売。第45回日本レコード大賞受賞曲。

## 解説
本作は木曜日に発売された。ミニアルバム『Memorial address』からの実質的な先行シングルで、前作「forgiveness」より約2か月振りのリリースとなった。
先行シングルにもかかわらず、初登場1位を記録し、累計売上37.1万枚のロングヒットとなる。
発売1週目の時点でZARDが持っていた女性アーティスト累積シングル売上の歴代最多記録を更新した（当時で1740万枚）。
この曲で『第45回日本レコード大賞』の大賞を受賞し、史上初となる3連覇を達成した。
この曲で同年の「NHK紅白歌合戦」に5度目の出場を果たした。

## 収録曲
全曲作詞：ayumi hamasaki
1. No way to say "Original Mix" [4:43]
作曲：BOUNCEBACK / 編曲：HΛL
Panasonic ポータブルMDプレーヤー「MJ57」CMソング
TBS系『恋するハニカミ』テーマソング
2. No way to say "Acoustic Version" [4:22]
編曲：Masato Ishinari
3. SEASONS "Acoustic Version" [3:36]
編曲：Akimitsu Honma
『ayu-mi-x III Acoustic Orchestra Version』からのリカット
4. Dearest "Acoustic Orchestra Version" [5:27]
編曲：Ken Shima
『ayu-mi-x 4 + seIection Acoustic Orchestra Version』からのリカット
5. Voyage "Acoustic Orchestra Version" [4:53]
編曲：Ken Shima
6. No way to say "Vandalize/Realize Mix" [6:53]
Remixed by CMJK
この後にリリースされたミニアルバム『Memorial address』のDVDにメニュー画面のBGMとして使用されている。
7. No way to say "Original Mix -Instrumental-" [4:44]

## 収録アルバム
- No way to say
  - 『Memorial address』
  - 『A BEST 2 -BLACK-』
  - 『A COMPLETE 〜ALL SINGLES〜』
  - 『WINTER BALLAD SELECTION』
  - 『A BALLADS 2』
- SEASONS "Acoustic Version"　
  - 『ayu-mi-x III Acoustic Orchestra Version』
  - 『ayu-mi-x 4 + seIection Acoustic Orchestra Version』
- Dearest "Acoustic Orchestra Version"　
  - 『ayu-mi-x 4 + seIection Acoustic Orchestra Version』

## 収録ライブ映像
- No way to say
  - 『A museum 〜30th single collection live〜』
  - 『ayumi hamasaki ARENA TOUR 2003-2004 A』
    - 『A 50 SINGLES 〜LIVE SELECTION〜』
    - 『ayumi hamasaki BEST LIVE BOX A』(A BEST 2 -BLACK- TRACK LIST LIVE)
    - 『A BALLADS 2』

  - 『ayumi hamasaki BEST of COUNTDOWN LIVE 2006-2007 A』(A BEST 2 -WHITE-)
  - 『ayumi hamasaki 15th Anniversary TOUR 〜A BEST LIVE〜』
  - 『ayumi hamasaki ARENA TOUR 2015 A Cirque de Minuit 〜真夜中のサーカス〜 The FINAL』
  - 『ayumi hamasaki  COUNTDOWN LIVE 2016-2017 A『Just the beginning -20-』』(ayumi hamasaki UNRELEASED LIVE BOX A)
  - 『ayumi hamasaki COUNTDOWN LIVE 2018-2019 A -TROUBLE-』(ayumi hamasaki UNRELEASED LIVE BOX A)